# 陈平 (1965年)
陈平（1965年4月—），男，汉族，河北无极人，中国共产党党员。中华人民共和国政治人物、第十三届全国人民代表大会河北省代表。

## 生平
2018年，陈平被选为河北省出席第十三届全国人民代表大会代表。曾任中共廊坊市委副书记、市长，河北省委组织部常务副部长。
2023年1月，他当选为河北省人大常委会副主任。